# Piloto de linha aérea
O piloto de linha aérea (PLA) é o topo da carreira de um piloto de avião.
O certificado de piloto de linha aérea é concedido, no Brasil, pela Agência Nacional de Aviação Civil (ANAC) após um exame de conhecimentos teóricos em Teoria de voo de alta velocidade e Peso e Balanceamento e de uma prova de Regulamento de Tráfego Aéreo. O certificado de PLA não tem prazo de validade.
O certificado de conhecimentos técnicos (CCT) de PLA e permite que o piloto possa receber a avaliação prática em aeronaves tipo e exercer a função como segundo piloto só possuindo a licença de piloto comercial ou de voo por instrumentos.
Para efetuar o exame prático de PLA, é necessário que o candidato tenha voado 1.500 horas totais. Das quais 500 (quinhentas) horas de voo como piloto em comando sob supervisão; ou 250 
(duzentas e cinquenta) horas de voo como piloto em comando ou 250 (duzentas e cinquenta) horas 
de voo das quais um mínimo de 70 (setenta) horas de voo como  piloto em comando , mais o tempo de 
voo adicional necessário como piloto em comando sob supervisão; (Redação dada pela Resolução nº 
344, de 17.09.2014)